# Oiselay-et-Grachaux
Oiselay-et-Grachaux – miejscowość i gmina we Francji, w regionie Burgundia-Franche-Comté, w departamencie Górna Saona.
Według danych na rok 1990 gminę zamieszkiwało 371 osób, a gęstość zaludnienia wynosiła 16 osób/km² (wśród 1786 gmin Franche-Comté Oiselay-et-Grachaux plasuje się na 395. miejscu pod względem liczby ludności, natomiast pod względem powierzchni na miejscu 79.).